# Enicospilus faustus
Enicospilus faustus är en stekelart som beskrevs av Ian D. Gauld och Mitchell 1981. Enicospilus faustus ingår i släktet Enicospilus och familjen brokparasitsteklar. Inga underarter finns listade i Catalogue of Life.